# Червонец
Черво́нец — традиционное русское название крупных иностранных и собственных золотых монет. Название происходит от словосочетания «червонное золото» — старинного названия высокопробного вида золота.
Первоначально это золотая монета весом примерно 3,3—3,5 грамма без номинала, соответствовавшая дукату и эквивалентная в разное время от 2 до 3,5 серебряных рублей. Первый известный червонец российской чеканки, угорский золотой, был изготовлен в XV веке при Иване III. Иногда червонцами называли любые крупные золотые монеты, в том числе империалы и полуимпериалы.
Червонцами с 20-х годов XX века называют российские и советские банкноты номиналом в десять рублей (а иногда и банкноты других стран номиналом в десять единиц), что связано с выпуском РСФСР в ходе денежной реформы 1922—1924 годов банкноты 1 червонец, обеспеченной тем же количеством золота, которое содержалось в монете 10 рублей эпохи правления императора Николая II. В небольшом количестве выпускались и золотые монеты номиналом в один червонец с изображением крестьянина — сеятеля на лицевой и герба РСФСР на обратной стороне. По весовым характеристикам (8,6 г 900 пробы) и размерам монета червонец полностью соответствовала дореволюционной монете в 10 рублей.

## Червонцы в царской России

### Дукаты иностранной чеканки
В 1252 году Флоренция выпустила золотую монету в 3,537 грамма, которая вскоре получила название «флорин». Аналогичную монету — дженовино — начала чеканить Генуя. В 1284 году их примеру последовала Венеция, чьи монеты — дукаты (с XVI века они стали называться цехинами) — поначалу весили чуть больше флоринов, но вскоре сравнялись с ними. Вскоре именно название «дукат» закрепилось по всей Европе как синоним высокопробной золотой монеты весом около 3,5 грамма. Подражания им чеканили практически все страны Европы, некоторые — вплоть до новейших времен. Основные типы этих подражаний: венгерский, немецкий и голландский. Первый (венгерский) тип был хорошо известен в Восточной Европе и России, став прообразом польского злотого, русского золотого (червонца), а также непосредственно венгерского форинта. В Германии подражания цехинам и флоринам первоначально назывались гульденами (позже гольдгульденами), но из-за скорого снижения веса и необходимости возврата к прообразу в 1559 году было принято наименование «дукат» (гульденами и флоринами стали называть серебряные монеты). Голландские дукаты начали чеканить сравнительно поздно (только в 1586 году), но в таких количествах, что в XVII—XVIII веках они стали одними из самых важных монет мировой торговли. Некоторые страны (в частности, Австрия) чеканили дукаты до Первой мировой войны.
В России иностранные золотые монеты из высококачественного сплава, имевшие вес дуката (около 3,5 грамма) называли червонцами. В основном это были голландские дукаты, венгерские «угорские» и цехины.

### Червонцы российской чеканки
Начиная с Ивана III и до Петра I в России чеканились свои золотые монеты, которые также назывались червонцами или червоными, однако они использовались, в основном, как наградные знаки. Изображён на них был либо двуглавый орёл на обеих сторонах, либо погрудный царский портрет и двуглавый орёл.
В результате монетной реформы Петра I в России была введена новая денежная система и появились первые золотые монеты — червонцы. По массе (3,47 г) и пробе (986) они целиком соответствовали венгерскому дукату (угорскому золотому, угорке). Также выпускались монеты номиналом в два червонца массой в 6,94 г. Первые червонцы были выпущены в 1701 году в количестве 118 экземпляров. Обычно червонцы использовались только в торговле с иностранцами.
Червонец 1706 года (дата буквами) известен в золоте в единственном экземпляре. Из коллекции Бирона он попал в музей Вены. Хотя в частных коллекциях в России имеются золотые червонцы 1706 года, как снятый с подвески, так и без изъянов. В Эрмитаже присутствует экземпляр в низкопробном серебре, являющийся подлинным (пробным, согласно Узденикову). Известны новоделы данного червонца в высокопробном серебре и в меди. Б. С. Юсупов отмечал в своей книге «Монеты Российской империи» (Казань, 1999, стр. 231), что раньше червонец 1706 года в серебре рассматривался как шестак. На сегодня червонец 1706 года в низкопробном серебре является неопознанной монетой российской нумизматики. При подтверждении пробы серебра около 210 его следует признать первым шестаком. Имеется два вида штемпеля: без ордена на груди и с орденом на груди. В каждом виде несколько вариантов штемпелей с мелкими отличиями в деталях. Стоимость новодела в высокопробном серебре в 2010 году около 50 тысяч рублей за XF. Описан червонец 1706 года (образца 1707 года) с буквами гравера IL-L. На внутреннем рынке золотые червонцы имели хождение из расчёта 2 рубля 20 копеек — 2 рубля 30 копеек.
При Петре I червонцы чеканились с 1701 по 1716 год, Затем, для использования внутри страны, чеканились золотые монеты номиналом в два рубля с меньшей пробой. На них изображался покровитель России Святой Андрей Первозванный. Чеканка червонцев была возобновлена Петром II в 1729. В царствование Елизаветы на червонцах помимо года также наносились сведения о месяце и, реже, дате чеканки. На реверсе червонцев Елизаветы Петровны изображён герб — двуглавый орёл, на реверсе двойного червонца изображение Святого Андрея.
При Павле I была ненадолго восстановлена чеканка золотых монет без номинала с массой и пробой, обычной для червонца, однако от них быстро отказались, наладив выпуск 5- и 10-рублёвых монет с высокой 986 пробой, которая впоследствии была снижена до 916 (88/96). В дальнейшем монеты без номинала не выпускались.
Червонцами также называли золотые монеты 3-рублёвого достоинства 917 пробы и весом 3,93 г, согласие на их выпуск было получено Государственным советом у Александра II 11 февраля 1869 года.
| Распределение чеканки монет по годам | Распределение чеканки монет по годам       | Распределение чеканки монет по годам |
| Император                            | Червонец                                   | Двойной Червонец                     |
| ------------------------------------ | ------------------------------------------ | ------------------------------------ |
| Пётр I                               | 1701—1703, 1706—1707, 1710—1714, 1716      | 1701—1702, 1714                      |
| Пётр II                              | 1729                                       |                                      |
| Анна Иоанновна                       | 1730, 1738, 1739                           |                                      |
| Елизавета                            | 1742—1744, 1746—1749, 1751—1753, 1755—1759 | 1749, 1751, 1755                     |
| Пётр III                             | 1762                                       |                                      |
| Екатерина II                         | 1762—1783, 1785—1786, 1795—1796            |                                      |
| Павел I                              | 1796, 1797                                 |                                      |
| Александр I                          | 1802, 1804—1805                            |                                      |

### Платиновые червонцы
В середине XIX века в России чеканились монеты из платины, которые иногда называли белыми или уральскими червонцами. К 1827 году в русской казне накопились большие запасы платины, добытой из уральских россыпей. Её количество было так велико, что продажа обвалила бы рынок металла, поэтому было решено пустить их в обращение. Инициатором чеканки платиновых монет был граф Канкрин. Монеты из неочищенной платины (97 %) чеканились с 1828 по 1845 с номиналами в 3, 6 и 12 рублей. Подобные редкие для России номиналы появились вследствие того, что для удобства чеканки размер их выбран как у серебряных монет в 25 копеек, полтины и рубля. При соотношении стоимости серебра и платины как 1 к 12 платиновые монеты получили свой номинал в 3, 6 и 12 рублей.
Это был первый случай в монетном деле, когда чеканившиеся монеты почти целиком состояли из платины. До этого платина использовалась для производства монет только в качестве лигатуры к золоту или меди (при подделке монет).

### Голландские дукаты русской чеканки
С 1735 по 1868 года на Петербургском монетном дворе тайно чеканились точные копии голландских дукатов (червонцев), получившие в официальных документах название «известная монета». Поначалу они предназначались только для заграничных платежей и выплаты жалования русским войскам, ведущим военные действия в Средней Азии, на Кавказе и в Польше, откуда в конце концов попали и во внутреннее обращение. Местные названия — лобанчик, арапчик, пучковый (по изображённому на монете воину с пучком стрел). В самой Голландии чеканка этих червонцев была приостановлена в 1849 году (это последняя дата на русских копиях), в России прекратилась в 1868-м после протеста голландского правительства.

### Десять рублей
При Николае II в 1898—1911 годах чеканились золотые 5 -, 7,5-, 10- и 15-рублевые монеты из сплава 900 пробы. Содержание чистого золота в 10-рублевой монете — 1 золотник 78,24 доли (7,74235 г). Общий вес монеты — 8,6 г. Впоследствии, после денежной реформы 1922—1924, эту монету также стали иногда называть «червонцем», хотя в действительности она таковой не является. Это название закрепилось за ней потому, что червонцем стали называть базовую денежную единицу сначала РСФСР, а затем СССР, к которой были приравнены 10 советских рублей и которая, как и царский десятирублёвик, содержала 7,74235 г золота.

## Червонец в Советской России
Первые годы советской власти были отмечены расстройством системы денежного обращения и большими темпами роста инфляции. В сфере обращения находились царские кредитные билеты, думские деньги, «керенки», ценные бумаги и «совзнаки», не пользовавшиеся доверием населения. Первая деноминация 1922 года (обмен был произведён в отношении 1:10 000) упорядочила денежную систему, но не смогла остановить инфляцию. На XI съезде РКП(б) было принято решение о создании устойчивой советской валюты, в резолюции съезда указывалось:

Для данного момента необходимо, нисколько не ставя задачи немедленного возвращения к золотому обращению, твёрдо установить, что наша экономическая и финансовая политика решительно ориентируется на восстановление золотого обеспечения денег

Была дискуссия о том, как назвать новые деньги. Были предложения отказаться от старых наименований и ввести новые, «революционные». К примеру, работники Наркомфина предлагали назвать единицу твёрдой советской валюты придуманным ими словом «федерал» (по аналогии: если в империи были империалы, то в федерации должны быть «федералы»). Предлагались также и традиционные названия: «гривна», «целковый» и «червонец». В связи с тем, что гривнами назывались деньги, имевшие хождение на Украине при власти УНР, а «целковый» ассоциировался с серебряным рублём, было принято решение назвать новые деньги «червонцами».
В октябре того же года Государственному банку было предоставлено право на выпуск банковских билетов в золотом исчислении достоинством в 1/2, 1, 2, 5, 10, 25 и 50 червонцев. Эти деньги были полностью обеспечены государством запасами драгоценных металлов и иностранной валютой, товарами и векселями надёжных предприятий. Уже до их выпуска дореволюционный золотой рубль стал основой финансовых расчётов в РСФСР, и в 1922 году он был легализован как платёжное средство.
27 ноября 1922 года началось поступление в обращение банкнот номиналом в 1, 3, 5, 10 и 25 червонцев. От купюр в 1/2, 2 и 50 червонцев было решено отказаться, хотя в 1928 г. купюра в 2 червонца вышла в обращение. На банкнотах было написано, что 1 червонец содержит 1 золотник 78,24 доли (7,74 г) чистого золота, и подлежит размену на золото, а «начало размена устанавливается особым правительственным актом».
Золотая десятирублёвая монета царских времён оценивалась на рынке в 12 500 руб. совзнаками 1922 года; Госбанк оценил один червонец в 11 400 рублей совзнаками.
Государственный банк открывал свои кредиты в червонцах.
Червонец был встречен населением с доверием и рассматривался скорее не как средство обращения, а как неденежная ценная бумага. Многие рассчитывали на то, что произойдёт обмен бумажных червонцев на золото, хотя никакого правительственного акта о свободном размене червонцев на драгметалл так и не было издано. Тем не менее население меняло бумажные червонцы на царские золотые монеты и наоборот, иногда даже с небольшой переплатой за бумажные банковские билеты (ввиду удобства ликвидности и хранения). Благодаря этому курс червонца оставался стабильным, что дало прочную почву для развёртывания НЭПа.

### Усиление червонца
В течение 1923 года удельный вес червонцев в общей денежной массе вырос с 3 % до 80 %. Внутри страны действовали две валютные системы: Государственный банк каждый день объявлял новый курс червонца по отношению к рублю (совзнаку), что порождало спекуляцию и создавало трудности для развития торговой и хозяйственной деятельности. Червонец стал преимущественно городской валютой. На селе его покупку могли позволить себе только зажиточное население, в то время как для массы крестьян он был слишком дорог. В то же время считалось, что продавать свой товар за совзнаки невыгодно (их курс по отношению к червонцу падал), а это приводило к росту цен на сельскохозяйственные продукты и сокращению их подвоза в город. Это послужило причиной к проведению второй деноминации (1:100) рубля.
Постепенно червонец начал проникать на иностранные рынки. С 1 апреля 1924 года курс червонца начинает котироваться на Нью-Йоркской фондовой бирже. Весь апрель червонец стоял на уровне, превышающем его долларовый паритет. В 1924—1925 годах неофициальные сделки с червонцем совершались в Лондоне и Берлине. В конце 1925 был принципиально решён вопрос о его котировке на Венской бирже. К тому времени червонец официально котировался в Милане, Риге, Риме, Константинополе, Тегеране и Шанхае. Советский червонец можно было разменять или приобрести практически во всех странах мира.

### Махинациисподделкамибумажных червонцев
Советские червонцы обладали в стране высокой покупательной способностью. Купюры обычно подделывали, желая нанести ущерб народному хозяйству СССР, а также для проведения финансовых махинаций за границей.
Наиболее известны махинации с подделкой червонцев сотрудниками английского капиталиста Генри Детердинга, владельца крупнейшего нефтяного концерна «Shell», который был недоволен тем, что СССР продавал свою нефть дешевле средней цены на рынке.
Из-за стремления нанести ущерб народному хозяйству Советского Союза, червонцы были объектом фальсификации со стороны белоэмигрантских и иных враждебных к большевикам групп, располагавшихся, в частности, в Германии.
Чаще всего объектами подделки становились купюры номиналом в 1 червонец, так как они имели рисунок только с одной стороны. Наиболее крупная партия фальшивых червонцев была арестована в Мурманске в 1928 году — почтовый служащий Сепалов раскрыл подпольную сеть по распространению фальшивых банкнот, печатавшихся в Германии. В ней были замешаны бывшие белогвардейцы, в том числе Карумидзе и Садатьерашвили. Все они были осуждены в Германии и Швейцарии, где получили минимальные сроки. Впоследствии их опыт был использован гитлеровской Германией во время Великой Отечественной войны для подделки советских и других денежных знаков.

### Золотой червонец
Одновременно с выпуском бумажных червонцев в октябре 1922 было принято решение о выпуске золотых червонцев в виде монет. По своим весовым характеристикам (8,6 г, 900 проба) и размерам червонец полностью соответствовал дореволюционной монете в 10 рублей. Автором рисунка стал главный медальер монетного двора А. Ф. Васютинский (также автор окончательного варианта ордена Ленина и первого значка ГТО). На аверсе монеты был изображён герб РСФСР; на реверсе — крестьянин-сеятель, выполненный по скульптуре И. Д. Шадра (натурщиками были два крестьянина деревни Праговая Шадринского уезда Перфилий Петрович Калганов и Киприян Кириллович Авдеев), ныне находящейся в Третьяковской галерее. Все червонцы этого периода датированы 1923 годом.
Выпуск золотых червонцев был обусловлен золотовалютной интервенцией советского правительства в рамках поддержки новой денежной валюты — червонца бумажного. Чеканка монеты была начата на Петроградском монетном дворе 27 августа 1923 года, одновременно с чеканкой 5- и 10-рублевой монеты царского образца. Общий тираж отчеканенной золотой монеты в 1923—1924 гг. составил 2 751 200 экз. В том числе золотых червонцев «Сеятель» было изготовлено 100 000 экземпляров.
В 1923 году, после образования 30 декабря 1922 года СССР, было принято решение о выпуске монет нового образца, на которых герб РСФСР был заменён гербом СССР. Для чеканки этой монеты был подготовлен инструмент, необходимый запас золота, однако были выпущены только пробные экземпляры, датированные 1925 годом и имеющие исключительную редкость. Отказ от металлического червонца объяснялся тем, что финансовая система страны достаточно окрепла, чтобы отказаться от свободного хождения золота. Кроме того, за рубежом, видя усиление червонца, отказались от расчётов в золотой монете в пользу золотых слитков или иностранной валюты.

### После НЭПа
Червонцы 1937 года с портретом Ленина
Свёртывание НЭПа и начало индустриализации сделало металлический червонец ненужным для экономической системы СССР. Курс червонца упал до 5,4 рублей за доллар и, впоследствии, червонец перестал котироваться за границей. В целях унификации финансовой системы рубль был привязан к бумажному червонцу. Уже в 1925 году 1 червонец был приравнен к 10 рублям. Впоследствии был запрещён вывоз золотых червонцев частными лицами за пределы СССР.
В 1937 году была выпущена новая серия банкнот номиналами в 1, 3, 5 и 10 червонцев. На них впервые появился портрет Ленина.
Исключительно редкий пробный экземпляр червонца, отчеканенный в меди в 1925 году, по всем параметрам полностью идентичный аналогичной монете в золоте, в апреле 2008 года ушёл с молотка на московском аукционе за 5 млн рублей.

### Великая Отечественная война
На бо́льшей части оккупированной немцами территории СССР во время войны законным платёжным средством оставался советский червонец по курсу 10 рублей = 1 рейхсмарка. Парадокс — зарплату коллаборационистам: полицейским, бургомистрам и прочим, сотрудничавшим с немецкими оккупационными властями, в 1941—1943 чаще всего платили советскими «сталинскими» рублями образца 1937 года с портретами Ленина (червонцы), с изображениями воевавших против них красноармейцев и советских военных лётчиков (казначейские билеты).
Поскольку червонцы ходили по обе стороны фронта, а курс рейхсмарки был немцами искусственно завышен (соответственно, червонца занижен), цены на советской стороне были ниже, чем на немецкой. Это означало, что при освобождении какого-либо города от оккупантов цены на местном рынке сразу снижались, иногда до трёх раз, что положительно воспринималось местным населением.
Курс червонца на германской стороне на чёрном рынке часто отличался от официального. Он был равен одной рейхсмарке только в период наибольших успехов германских войск (в 1942 году), с успехами же советских войск становился выше.
Червонцы имели хождение на территории СССР до денежной реформы 1947 года, когда старые банковские билеты были заменены новыми, выраженными в рублях. Несмотря на то, что цены в новых деньгах оставались прежними (и даже были снижены по ряду позиций), а зарплата в денежном выражении не менялась, обмен имеющихся на руках купюр происходил в соотношении 10:1. Вклады свыше 3 тыс. рублей при перерасчёте теряли 1/3 суммы, свыше 10 тыс. рублей — половину суммы. Т.обр., реформа носила конфискационный характер, но частично сохраняла сбережения малообеспеченным слоям населения.

### Олимпиада-80
С 1975 по 1982 год Государственным банком СССР были выпущены монеты по типу червонцев образца 1923 года с гербом РСФСР и новыми датами общим тиражом в 7 350 000 экземпляров.
Считается, что выпуск монет был приурочен к Олимпиаде в Москве (1980), эти монеты также являлись законным платёжным средством, обязательным к приёму на всей территории СССР, как, например, юбилейные монеты из драгоценных металлов. Их продавали иностранным туристам и использовали во внешнеторговых операциях.
С середины 1990-х годов «олимпийские червонцы» начали продаваться Центробанком в качестве инвестиционных монет, а решением Центробанка в 2001 году были сделаны законным платёжным средством на территории Российской Федерации вместе с серебряной монетой номиналом 3 рубля «Соболь».
В настоящий момент «новодельные» червонцы используются в качестве инвестиционных монет и реализуются рядом банков — как российских, так и зарубежных.

## Употребление слова
- «Червонцами» или «чириками» сегодня в обиходе называют банкноты номиналом в десять единиц. Это относится к российским, таджикским, приднестровским рублям, помимо прочего, имеющих красноватый оттенок, что отличало царские и советские банкноты номиналом в 10 рублей.
- В воровском жаргоне «червонцем» называют десять лет срока лишения свободы[26].
- Поговорка «Я не червонец, чтобы всем нравиться» отражает высокую ценность золотой монеты этого достоинства.
- В пьесе Михаила Булгакова «Зойкина квартира» (1926) советские червонцы на нэпмановском жаргоне 1920-х годов называются «черви» либо «червяки»[27].

## Комментарии
1. ↑  Золотые монеты в один червонец по весу (8,6 грамма), размеру и пробе в точности соответствовали царским золотым десятирублевкам, ходившим с 1897 года.